# Daiei (production)
Pour les articles homonymes, voir Daiei.

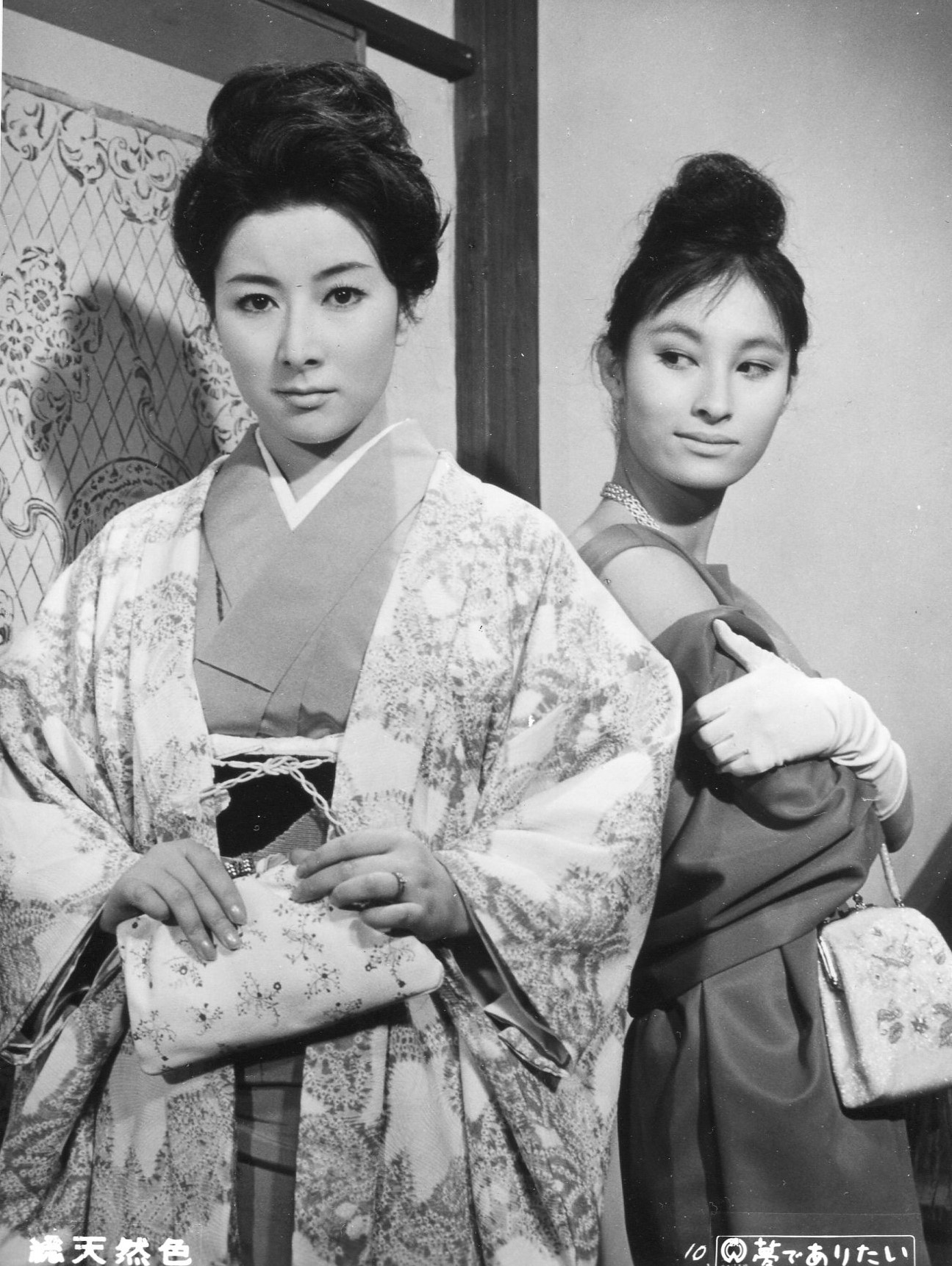
Photographie publicitaire pour Daiei

La Dai Nihon Eiga Seisaku Kabushiki Kaisha (大日本映画製作株式会社, litt. « Société anonyme cinématographique du Grand Japon »), plus connue sous le nom de Daiei (大映), est une société de production cinématographique japonaise, fondée en janvier 1942 à la suite de la réorganisation de l'industrie du cinéma par les autorités militaires japonaises et active jusqu'en 1971.

## Historique

### Fondation pendant les années de guerre
En 1937 commence la seconde guerre sino-japonaise et le 1er octobre 1939 est mise en application au Japon la loi sur le cinéma qui vise à placer toute la création cinématographique sous le contrôle du gouvernement. À partir de 1941, l'industrie du cinéma japonaise connait de réels ennuis avec les autorités militaires en raison de son incapacité à produire suffisamment de films de propagande, tandis qu'un plan de réquisition prévoit de réserver à l'armée l'emploi des pellicules cinématographiques vierges. Dans ce contexte, afin de rationaliser l'usage de la pellicule et d'augmenter le contrôle sur l'industrie du cinéma civile, il est officiellement décidé de sa réorganisation en profondeur, et les dix studios de production en activité — Nikkatsu, Shōchiku, Tōhō, Shinkō Kinema, Daito (ja), Tōkyō Hassei (ja), Nan-o, Takarazuka, Otaguro et Koa — s'entendent annoncer qu'ils vont être regroupés en deux compagnies, chacune d'elles devant produire deux films par mois,,,. Mais Masaichi Nagata, le directeur de la Shinkō Kinema, parvint à faire accepter la création d'une troisième compagnie,,,.
Ainsi en janvier 1942, l'industrie du cinéma japonais est donc réorganisée autour de trois compagnies, la Shōchiku — qui absorbe Koa —, la Tōhō — qui absorbe Tōkyō Hassei, Nan-o, Takarazuka, et Otaguro — et la toute nouvelle Dai Nihon Eiga Seisaku Kabushiki Kaisha (大日本映画製作株式会社, litt. « Société anonyme cinématographique du Grand Japon »), fruit de la fusion des studios de production de la Nikkatsu, de Shinkō Kinema et de Daito, et qui prendra plus tard le nom de Daiei (大映),,,. L'écrivain Kan Kikuchi est placé à sa tête mais en réalité, c'est Masaichi Nagata qui la dirige. Cependant avec cette restructuration sous forme de contraction, de nombreux professionnels du cinéma perdent leur emploi.
La Daiei connaît des débuts difficiles : bien que dotée de studios de production en nombre, son réseau de distribution est en revanche restreint, car la partie distribution de la Nikkatsu, resté indépendante, n'a pas été incluse dans la fusion. Le premier film qui rapporte de l'argent à la Daiei est Nouvelle neige (新雪, Shinsetsu, 1942) de Heinosuke Gosho.

### Les succès dans les festivals internationaux
Masaichi Nagata devient officiellement président de la Daiei en 1947. C'est après la guerre que la société de production connaît sa période la plus faste. Le succès international vient avec Rashōmon (羅生門, Rashōmon) d'Akira Kurosawa, qui remporte de façon inattendue le Lion d'or de la Mostra de Venise 1951,,. Le film éblouit l'Occident par ses audaces formelles et ce succès conforte Masaichi Nagata dans l'idée que le cinéma japonais s'imposera au monde avec des productions de qualité. Il développe une politique destinés à conquérir festivals et marchés occidentaux avec des films de prestige, essentiellement historiques. Il s'entoure de grands cinéastes et d'acteurs vedettes tels Kazuo Hasegawa, Kinuyo Tanaka, Machiko Kyō, Masayuki Mori ou encore Ayako Wakao, transformés sous sa houlette en ambassadeurs du cinéma et de la culture japonais.
La liste des succès est vertigineuse, Le Roman de Genji (源氏物語, Genji monogatari) de Kōzaburō Yoshimura est présenté en compétition lors du festival de Cannes 1952 et La Porte de l'enfer (地獄門, Jigokumon) de Teinosuke Kinugasa remporte la Grand prix au festival de Cannes 1954 ainsi que l'Oscar du meilleur film international en 1955. La Vie d'O'Haru femme galante (西鶴一代女, Saikaku ichidai onna, 1952), Les Contes de la lune vague après la pluie (雨月物語, Ugetsu monogatari, 1953) et L'Intendant Sansho (山椒大夫, Sanshō dayū, 1954) de Kenji Mizoguchi sont récompensés trois années de suite à la Mostra de Venise,,,.
L'âge d'or à la Daiei, littéralement euphorique, culmine avec Bouddha (釈迦, Shaka, 1961) de Kenji Misumi, le premier film japonais en 70 mm produit pour concurrencer les superproductions dans le genre de Ben-Hur.

### Le déclin des années 1960
Malgré les succès, la crise économique des années 1960 est fatale à la compagnie, qui accuse un rapide déclin. En 1971, Masaichi Nagata dépose son bilan.

## Filmographie partielle
- 1942 : Nouvelle neige (新雪, Shinsetsu?) de Heinosuke Gosho
- 1943 : À deux sabres (二刀流開眼, Nitōryū kaigen?) de Daisuke Itō
- 1943 : L'Homme au pousse-pousse (無法松の一生, Muhōmatsu no isshō?) de Hiroshi Inagaki
- 1948 : Main dans la main, les enfants (手をつなぐ子等, Te o tsunagu kora?) de Hiroshi Inagaki
- 1949 : Le Duel silencieux (静かなる決闘, Shizukanaru ketto?) d'Akira Kurosawa
- 1950 : Rashōmon (羅生門, Rashōmon?) d'Akira Kurosawa
- 1951 : Les Habits de la vanité (偽れる盛装, Itsuwareru seiso?) de Kōzaburō Yoshimura
- 1951 : Miss Oyu (お遊さま, Oyū-sama?) de Kenji Mizoguchi
- 1951 : Le Roman de Genji (源氏物語, Genji monogatari?) de Kōzaburō Yoshimura
- 1952 : L'Éclair (稲妻, Inazuma?) de Mikio Naruse
- 1953 : Frère aîné, sœur cadette (あにいもうと, Ani imōto?) de Mikio Naruse
- 1953 : Les Contes de la lune vague après la pluie (雨月物語, Ugetsu monogatari?) de Kenji Mizoguchi
- 1953 : L'Oie sauvage (雁, Gan?) de Shirō Toyoda
- 1953 : La Porte de l'enfer (地獄門, Jigokumon?) de Teinosuke Kinugasa
- 1954 : L'Intendant Sansho (山椒大夫, Sanshō dayū?) de Kenji Mizoguchi
- 1954 : Une femme dont on parle (噂の女, Uwasa no onna?) de Kenji Mizoguchi
- 1954 : Les Amants crucifiés (近松物語, Chikamatsu monogatari?) de Kenji Mizoguchi
- 1955 : L'Impératrice Yang Kwei-Fei (楊貴妃, Yōkihi?) de Kenji Mizoguchi
- 1955 : Le Héros sacrilège (新・平家物語, Shin heike monogatari?) de Kenji Mizoguchi
- 1956 : La Rue de la honte (赤線 地帯, Akasen chitai?) de Kenji Mizoguchi
- 1958 : Les Fourberies de Benten Kozō (弁天小僧, Benten Kozō?) de Daisuke Itō
- 1958 : Le Pavillon d'or (炎上, Enjō?) de Kon Ichikawa
- 1959 : L'Étrange Obsession (鍵, Kagi?) de Kon Ichikawa
- 1959 : Feux dans la plaine (野火, Nobi?) de Kon Ichikawa
- 1959 : Herbes flottantes (浮草, Ukikusa?) de Yasujirō Ozu
- 1960 : La Princesse errante (流転の王妃, Ruten no ōhi?) de Kinuyo Tanaka
- 1960 : Le Fils de famille (ぼんち, Bonchi?) de Kon Ichikawa
- 1960 : Tendre et folle adolescence (おとうと, Otōto?) de Kon Ichikawa
- 1961 : Dix femmes en noir (黒い十人の女, Kuroi jūnin no onna?) de Kon Ichikawa
- 1961 : Bouddha (釈迦, Shaka?) de Kenji Misumi
- 1962 : J'ai deux ans (私は二歳, Watashi wa nisai?) de Kon Ichikawa
- 1962 : La Légende de Zatoïchi : Le Masseur aveugle (座頭市物語, Zatōichi monogatari?) de Kenji Misumi
- 1963 : Nemuri Kyōshirō sappōjō (眠狂四郎殺法帖?) de Tokuzō Tanaka
- 1963 : La Vengeance d'un acteur (雪之丞変化, Yukinojō henge?) de Kon Ichikawa
- 1965 : La Femme de Seisaku (清作の妻, Seisaku no tsuma?) de Yasuzō Masumura
- 1965 : Gamera (大怪獣ガメラ, Daikaijū Gamera?) de Noriaki Yuasa
- 1965 : La Lame diabolique (剣鬼, Ken ki?) de Kenji Misumi
- 1966 : Tatouage (刺青, Irezumi?) de Yasuzō Masumura
- 1966 : L'Ange rouge (赤い天使, Akai tenshi?) de Yasuzō Masumura
- 1967 : La Femme du docteur Hanaoka (華岡青洲の妻, Hanaoka Seishū no tsuma?) de Yasuzō Masumura
- 1969 : Nemuri Kyōshirō akujogari (眠狂四郎悪女狩り?) de Kazuo Ikehiro
- 1971 : La Cérémonie (儀式, Gishiki?) de Nagisa Ōshima